# Eslavomir
Eslavomir (en alemán, Sclaomir; m. en 821), hijo del príncipe abodrita Vitzlao II y hermano de Drasco, fue desde 810 hasta su deposición en 819 príncipe de los abodritas y vasallo de los francos.
Eslavomir fue, en 810, príncipe de los abodritas después del asesinato de su hermano Drasco en Verden.. El hijo de Drasco, Ceadrago, no fue rehén hasta el 809 del rey danés Godofredo, y por lo tanto no estaba disponibles para asumir el poder, o por su juventud.
Bajo el gobierno de Eslavomir los abodritas participaron en 812 en la campaña de los francos contra los veletos. A la muerte de Carlomagno en el año 814 debió haber una disputa entre las tribus por el liderazgo. En noviembre de 816 el sucesor de Carlos, Ludovico Pío en Compiègne recibió una delegación de abodritas, que exigió que se nombrara a Ceadrago como el legítimo sucesor de Drasco. En el compromiso ordenado por Luis en 817 decidió que Ceadrago fuera co-regente.
Esta restricción de su poder hizo que el humillado Eslavomir se apartara de los francos. Anunció que nunca iría por el Elba y quería comparecer ante la corte, por lo que negó su deseo al emperador. En cambio, envió embajadores, de forma inmediata, a los hijos de Godofredo, se aliaron con ellos y los convencieron para que enviaran un ejército a Nordalbingien. Al mismo tiempo, la flota danesa navegó por el Elba hasta el Esesfeld y devastó la tierra que hay en el Stör. Ludovico Pío envió un ejército contra Eslavomir en el año 819, para castigarlo por su deslealtad. No hizo falta ninguna lucha para lograr recuperar el poder, y los jefes fueron enviados como prisioneros a Aquisgrán.
En Aquisgrán, Eslavomir fue llevado ante el emperador, que lo sometió a juicio formal. Aparecieron como acusadores los nobles abodritas, partidarios de Ceadrago, quienes le acusaron de traición. Luis entonces depuso a Eslavomir y lo condenó al exilio, mientras designó a Ceadrago como único príncipe de los abodritas.
Cuando Ceadrago empezó a comprometerse con los daneses, entonces Ludovico recurrió de nuevo a Eslavomir en 821 para volver al reino abodrita, y sustituir a Ceadrago. Sin embargo, Eslavomir cayó enfermo en el camino de vuelta y murió en Sajonia. En su lecho de muerte, en 821 recibió el bautismo cristiano. Así Eslavomir fue el primer príncipe abodrita que se convirtió al cristianismo.